# Ariald van Como

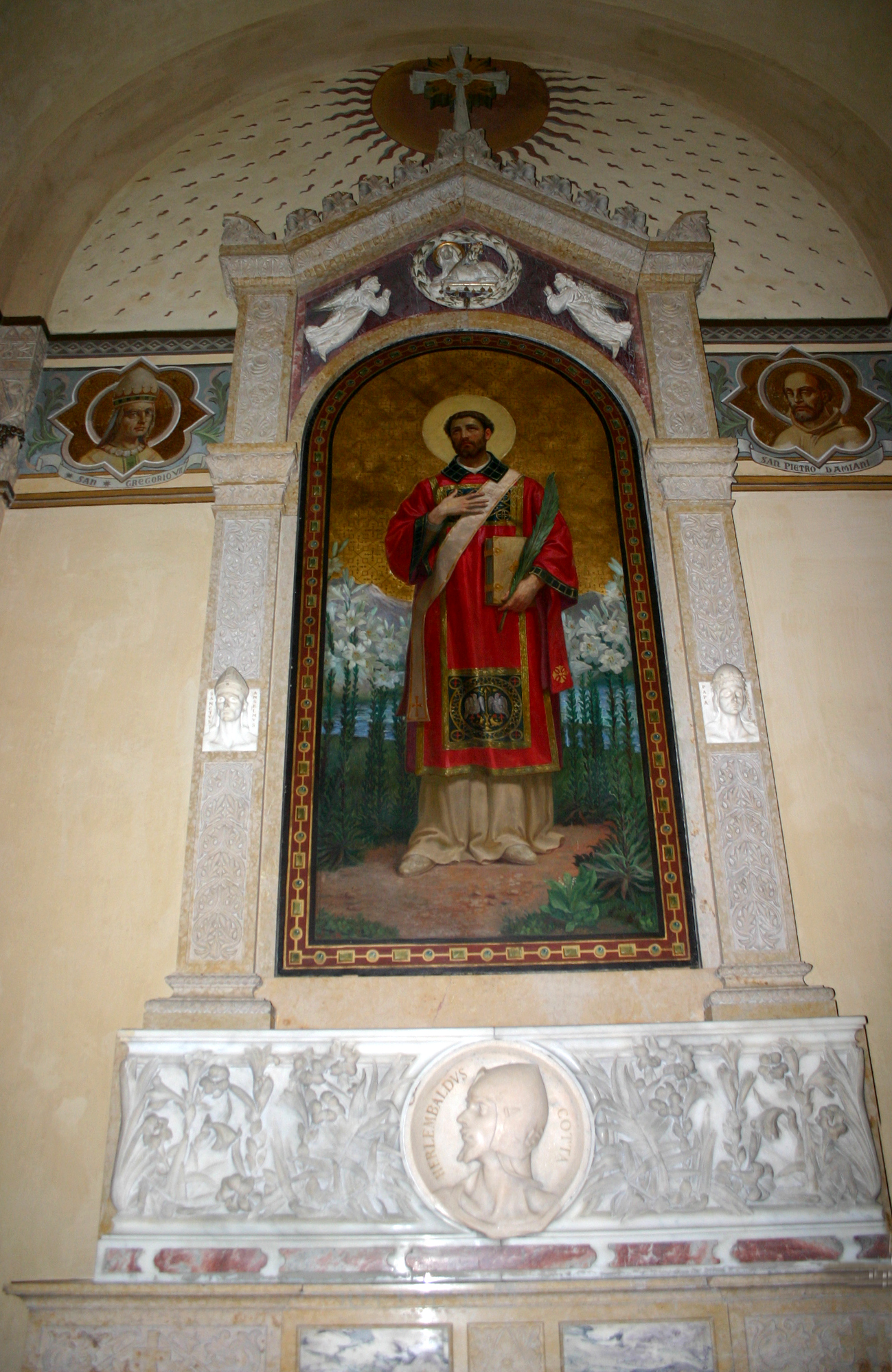
Sint-Ariald van Como

Ariald van Como (ook bekend als: Arialdo da Carimate) (ca. 1010 – 1066) was een diaken en martelaar van de Rooms-Katholieke Kerk.

## Biografie
Ariald stamde af van lagere Italiaanse adel uit de buurt van Como (afhankelijk van de bron wordt Cucciago of Carimate vermeld) . Als geestelijke was hij een voorstander van een strenge, sobere levenswijze binnen de kerk, in tegenstelling tot de situatie zoals die heerste binnen de kerk in zijn tijd: simonie en trouwerijen onder de geestelijkheid waren normaal. Mede door zijn standpunt werd hij betrokken bij de oprichting van een hervormingsbeweging in Milaan, de pataria.
Grootste ergernis voor Ariald vormde de aartsbisschop Guido da Velate, die de steun had van keizer Hendrik III. Tegen hem waren dan ook de eerste protesten gericht, die al snel sympathie vonden bij mensen uit alle standen. Ariald bleef zich beroepen op de Heilige Schrift en veroordeelde alle geestelijken die niet conform de regels leefden (armoede, celibatair) tot ketters.
Door de groeiende aanhang van Ariald en zijn patariabeweging besloot Guido da Velate uiteindelijk hem te excommuniceren. Hierop wendde Ariald zich tot de paus die hem steunde in zijn strijd tegen de wanpraktijken binnen het aartsbisdom Milaan. Hierdoor dreigde er een burgeroorlog te ontstaan, wat Ariald kost wat kost wilde voorkomen. De paus, gealarmeerd door de dreigende situatie, stuurde daarop afgezanten, die echter door Guido da Velate niet werden ontvangen, daar hij op dat moment de stad uit was gegaan. Bij zijn terugkomst keerde Guido da Velate zich nu ook tegen de paus en liet hij een moordaanslag tegen Ariald beramen (die mislukte). 
Een vervolgverzoek aan de paus resulteerde in de aanbeveling, dat de aartsbisschop moest worden afgezet en verbannen. Door omkooppraktijken wist Guido da Velate echter zijn aanhang opnieuw te vergroten waardoor Ariald zich genoodzaakt voelde de stad te ontvluchten en onder te duiken bij een geestelijke. Deze verried hem echter en in 1066 werd hij in de buurt van het Lago Maggiore vermoord door aanhangers van de Milanese aartsbisschop. Zijn lichaam werd begraven in de St. Celsus kerk te Milaan.

## Heiligverklaring

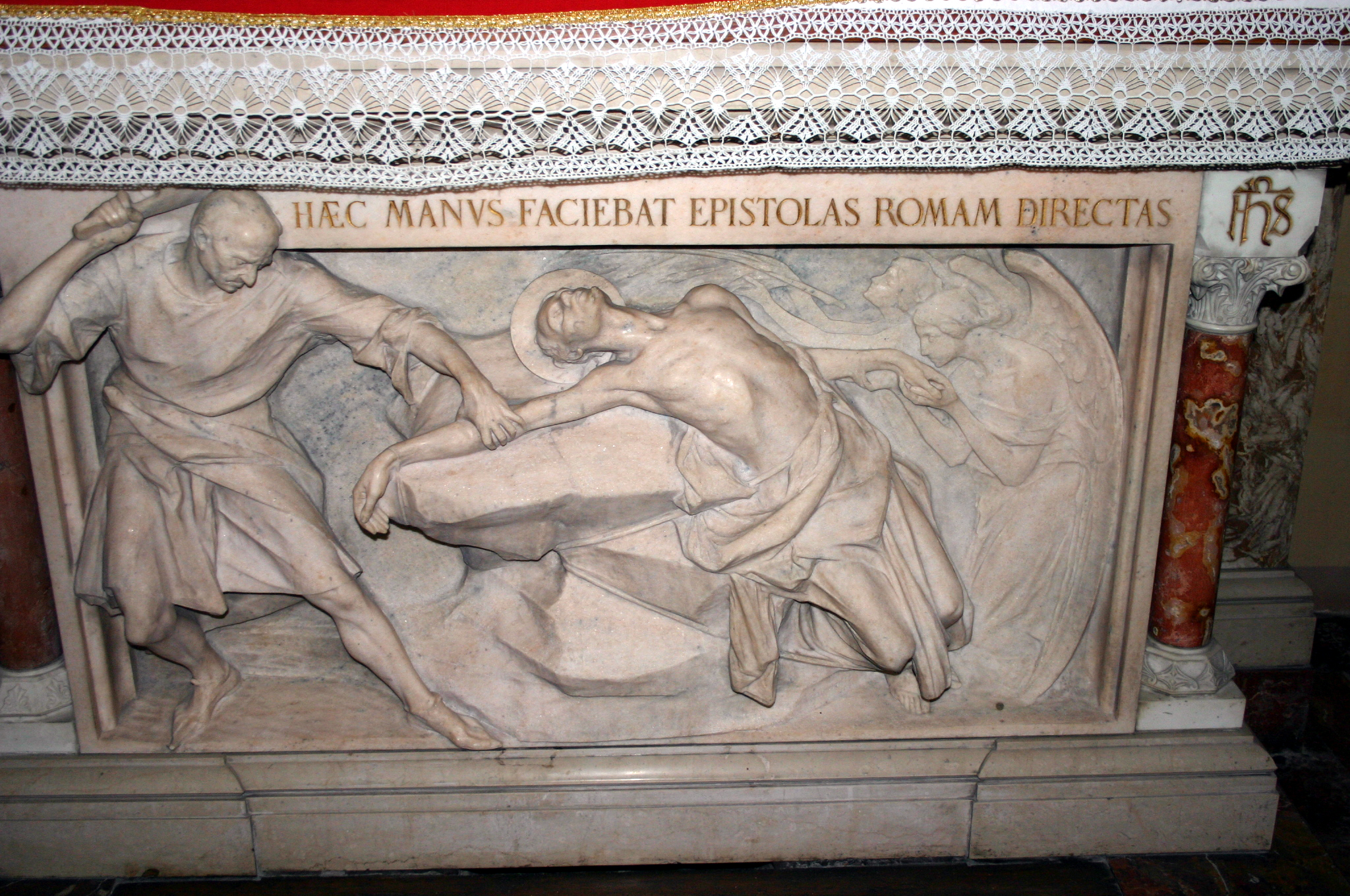
Martelaar Ariald van Como

In 1067 werd hij door paus Alexander II tot martelaar van de kerk verklaard. In 1904 werd Ariald van Como heilig verklaard door paus Pius X. Zijn naamdag werd vastgesteld op 27 juni.